# Teatro Nacional Rubén Darío
El Teatro Nacional Rubén Darío es un teatro ubicado en Managua, capital de Nicaragua. Comenzó a planificarse en 1964 cuando un grupo de personas asociadas en el Instituto Pro Arte Rubén Darío encabezado por la esposa del General de División Anastasio Somoza Debayle (Jefe Director de la Guardia Nacional, GN) y posteriormente primera dama de la república, doña Hope Portocarrero, se interesó porque Nicaragua tuviese un edificio dedicado a las artes en memoria del poeta Rubén Darío, cuyo centenario natal se celebraría el 18 de enero de 1967.

## Diseño, críticas e inauguración
El arquitecto José Francisco Terán Callejas, de la empresa constructora Arquitectos Ingenieros Sociedad Anónima AISA, diseñó los planos del edificio, ubicándolo cerca del lago Xolotlán, frente al costado norte del Parque Darío, cerca del Palacio del Ayuntamiento, el Club Social Managua, la hoy Antigua Catedral de Managua y el Palacio Nacional, actual Palacio de la Cultura. Entre otros prominentes colaboradores se encontraban: Amelia Ulvert Portocarrero de Tramonti, Alfonso Ortega Urbina, el sacerdote-poeta Ángel Martínez y el economista Francisco Laínez, creándose una directiva provisional a través del Instituto Pro Arte Rubén Darío. Ahí estaban también Gonzalo Meneses Ocón, el padre León Pallais Godoy (sacerdote jesuita y primo de la familia Somoza), Salvador Cardenal, Carlos Mántica, los arquitectos Eduardo Chamorro Coronel y Julio Cardenal, entre otros. Siendo presidente el Doctor René Schick Gutiérrez (1963-1966), se inició la obra con la creación del mencionado Instituto el 26 de agosto de 1963. En febrero de 1968 el Instituto Pro Arte Rubén Darío se convertiría en la Sociedad Pro Arte Rubén Darío, debido a la necesidad de formar una institución civil, no lucrativa, para obtener donaciones y contribuciones gubernamentales y privadas, tanto nacionales como internacionales que contribuyeran a la construcción del edificio. 
En abril de 1964 se inició la promoción de la construcción del teatro; en enero de 1966 se terminó el diseño y el 18 de julio del mismo año se firmó un contrato entre el Ministerio de Hacienda y Crédito Público y el Banco Central de Nicaragua (BCN), firmado por los Doctores Ramiro Sacasa Guerrero y Francisco José Laínez, Ministro y Presidente de dichas instituciones, respectivamente, en representación del Gobierno de Nicaragua el primero y en representación del BCN el segundo. En el contrato se menciona que el Wells Fargo Bank (de San Francisco, California, Estados Unidos), hizo un préstamo de dos millones de dólares al Gobierno nicaragüense para la construcción del Teatro. Dicho contrato fue aprobado por el presidente Schick 4 días después el 22 de julio mediante el Acuerdo N.º 39, publicado en la Gaceta, Diario Oficial, N.º 174 el 2 de agosto del mismo año, un día antes de su muerte.
Siendo Presidente el Doctor Lorenzo Guerrero Gutiérrez, sucesor de Schick, firmó el Acuerdo N.º 52 del 15 de agosto de ese año, publicado en la Gaceta, Diario Oficial, N.º 195 del 26 del mismo mes y año, autorizando al fiscal general de Hacienda, Salvador Buitrago Ajá, para comparecer ante cualquiera de los notarios del Distrito Nacional (a como entonces se llamaba a la Alcaldía de Managua), aceptando en escritura pública la donación del Ministerio del Distrito Nacional al Estado del terreno de 8.569.02 metros cuadrados. Se inició la construcción del edificio en octubre de ese año 1966 y la continuó y terminó la administración de Anastasio Somoza Debayle (quien tomó posesión del poder el 1 de mayo de 1967), hasta culminar en noviembre de 1969.
En el Acto de Inauguración el 6 de diciembre de 1969, la Sociedad hizo entrega de la obra al Estado nicaragüense. Desde el inicio de su construcción la primera dama hizo grandes esfuerzos para reunir el dinero de su construcción, tanto realizando fiestas lujosas, donde se cobraba una elevada cantidad de dinero y presionando a la empresa privada para que cooperara con la edificación de este patrimonio nacional. También se hicieron ferias a beneficio de su construcción, los particulares y la empresa privada también colaboraron. Bajo la denominación de la Sociedad Pro Arte Rubén Darío, se constituyó la primera junta directiva compuesta por Hope Portocarrero, Antonio Mora Rostrán, Leandro Marín Abaunza, Daniel Tapia Mercado, Ernesto Fernández Holmann, José Francisco Terán y la señora Adela Pellas de Solórzano.
En la construcción se contó con la asesoría especializada del Doctor Ben Schlanger de New York, Estados Unidos, quien sirvió como Consultor General y el Doctor Vilhelm Lassen Jordan, de Roskilde, Dinamarca sirvió como Consultor Acústico. Ambos trabajaron conjuntamente en otros famosos teatros especialmente en la Nueva Opera Metropolitana de New York y en el Edificio de la Ópera de Sídney, Australia. Con el Ingeniero Herbert Grohmann, de Alemania, Director Técnico de los teatros de Stuttgart, se consultó lo relativo al diseño del escenario. El Doctor Donald Swinney de Hofstra University en Long Island hizo los estudios técnicos de operación. La supervisión estuvo a cargo del Ministerio de Obras Públicas de Nicaragua y del Arquitecto José Francisco Terán Callejas.
La edificación de la obra fue ganada por la firma constructora Cardenal Lacayo Fiallos y dirigida por los Ingenieros Roberto Lacayo F., Uriel Carrasquilla y Jorge Hayn Vogel. Los equipos especializados de tramoya, iluminación y sonido fueron adjudicados a la firma Meter Albrecht Corporation de los Estados Unidos de América, habiendo competido los fabricantes más famosos de equipos de teatro del mundo. La construcción del Teatro fue criticada por la oposición al somocismo, en especial por el Doctor Pedro Joaquín Chamorro Cardenal director del diario La Prensa, pues se decía que con el dinero invertido pudo haberse usado para hacer casas. Se inauguró el 6 de diciembre de 1969 con la presentación del Ballet Folklórico de México, dirigido por Amelia Hernández. A la entrada del Teatro desfilaron descenas de autos Mercedes-Benz y BMW conducidos por choferes uniformados pertenecientes a la burguesía nicaragüense. El presidente Anastasio Somoza Debayle dijo que todo el crédito lo merecía su señora esposa Hope Portocarrero por sus esfuerzos en la construcción del edificio. La señora Hope fue criticada por la oposición quienes la señalaron de frívola y engreída al construir un edificio tan elegante y costoso, pero al contrario de lo que la oposición pensaba, doña Hope quería "hacer más culto al pueblo".
En abril de 1970 por decreto presidencial se formaliza el teatro como una institución semiautónoma adscrita al Ministerio de Educación Pública. Este es el texto de dicho Decreto:

LEY CREADORA DE LA JUNTA DIRECTIVA DEL TEATRO NACIONAL RUBÉN DARÍO

Decreto N.º 4 del 13 de marzo de 1970.
Publicado en La Gaceta N.º 73 del 6 de abril de 1970
El Presidente de la República,
Considerando:
Que habiendo iniciado sus actividades culturales el Teatro Nacional Rubén Darío es del caso por la particularidad de su instituto, confiar su dirección, administración y mantenimiento, a un grupo de personas calificadas para tal fin.
Por Tanto:
En uso de las facultades que le confiere los Artículos 150 y 191 Inc. 9) Cn., y con fundamento en el Decreto Legislativo N.º 1682 de 6 de marzo de 1970, publicado en "La Gaceta", Diario Oficial N.º 56 de fecha siete de Marzo de mismo año.
Decreta:
Artículo 1. –Créase un organismo administrativo adscrito al Ministerio de Educación Pública, que se denominará "Junta Directiva del Teatro Nacional Rubén Darío", que en lo sucesivo se llamará simplemente "La Junta", la que tendrá a su cargo la dirección, administración, desarrollo y mantenimiento del Teatro Nacional Rubén Darío.
Artículo 2. –La Junta estará integrada por ocho miembros nombrados por el Presidente de la República por Acuerdo del Poder Ejecutivo en el Ramo de Educación Pública para un período de dos años, de conformidad con lo que se establece en el Artículo 3 de esta Ley; éstos podrán ser designados para nuevos períodos. El Presidente de "La Junta", será nombrado libremente por el Presidente de la República.
Artículo 3. –Son miembros de "La Junta":
a) El Presidente de la misma;
b) Un representante del Ministerio de Educación Pública;
c) Un representante del Ministerio de Relaciones Exteriores;
d) Un representante del Ministerio de Economía, Industria y Comercio, relacionado con las actividades turísticas;
e) Un representante de la iniciativa privada;
f) Dos miembros de la Sociedad Pro Arte Rubén Darío
g) Un representante del Partido de Minoría.
El representante del Partido de la Minoría a que se refiere el acápite g), será escogido conforme lo dispone el Artículo 333 de la Constitución Política.
Artículo 4. –Una vez nombrados los miembros de "La Junta", en su primera reunión el Presidente de la misma designará entre cada uno de ellos los cargos siguientes: Primer y Segundo Vicepresidente, Secretario, Tesorero y tres Vocales.
Artículo 5. –En todos los aspectos de la dirección, administración, y mantenimiento del Teatro Nacional Rubén Darío "La Junta" actuará como delegatoria del Ministerio de Educación Pública, y el Presidente de la misma será el ejecutor de las disposiciones de "La Junta" correspondiéndole las facultades de un Apoderado General de Administrativo.
Artículo 6. –El quórum de "La Junta" se formará con la mayoría absoluta de sus miembros; y las resoluciones se tomarán por mayoría de votos de los asistentes. En caso de empate el Presidente tendrá doble voto.
Artículo 7. –Son atribuciones de "La Junta":
a) La administración, dirección, promoción, programación, desarrollo y conservación del Teatro Nacional Rubén Darío;
b) Dictar su Reglamento Interno;
c) Organizar las oficinas y dependencias necesarias;
d) Elaborar el presupuesto anual y autorizar los gastos necesarios; y
e) Las demás que le confiere la presente Ley y determina su Reglamento.
Artículo 8. –El patrimonio bajo lo control y vigilancia de "La Junta" estará constituido por lo bienes y recursos siguientes:
a) Las aportaciones que otorgue el Estado anualmente según lo disponga el presupuesto General de Ingresos y Egresos de la República, para gastos de operaciones del Teatro Nacional Rubén Darío.
b) Los ingresos netos que produzcan los espectáculos o reuniones que se lleven a efecto en el Teatro Nacional Rubén Darío o en otros lugares que "La Junta" promueva;
c) Los aportes de los miembros de la Sociedad Pro Arte Rubén Darío, en su totalidad;
d) Las donaciones, herencias o legados que se otorguen a "La Junta", para el Teatro Nacional Rubén Darío.
e) Cualquier otro ingreso no especificado anteriormente.
Artículo 9. –Siendo el Teatro Nacional Rubén Darío un entidad cultural del Estado, su equipamiento, mantenimiento y operación gozará de la exención total del pago de cualquier impuesto de carácter fiscal, distritorial, municipal o local, en vista de que dicha institución no tiene propósitos de lucro. De igual exención gozarán todos los espectáculos que se presenten exclusivamente en el Teatro.
Artículo 10. –"La Junta" rendirá anualmente cuenta de su gestión administrativa al Poder Ejecutivo, quien la aprobará o improbará previo dictamen y finiquito del tribunal de Cuentas, en lo que se refiere al manejo de fondos.
Artículo 11. –Además de las facultades del Presidente, consignadas en el Artículo 5, le corresponden las siguientes:
a) Presidir las sesiones ordinarias de "La Junta" y convocar las extraordinarias;
b) Organizar, dirigir y disponer todo lo relativo a cuestiones administrativas conforme los objetivos de "La Junta";
c) Adoptar las medidas que sean necesarias para el control y manejo de fondos y firmar los documentos relacionados a la disposición de los mismos con la contrafirma del Tesorero;
d) Ejecutar y llevar a cabo todos los actos y negociaciones que fueren decididas y aprobadas por "La Junta".
En ausencia del Presidente hará sus veces el Vicepresidente que él designe.
Artículo 12. –Cuando "La Junta" no pueda reunirse con la premura que el caso requiera y por razones de funcionalidad, el Presidente de la misma tiene facultades para tomar las medidas o disposiciones que sean necesarias e informar a "La Junta" en la próxima sesión, de conformidad con el artículo 5 de la presente Ley.
Artículo 13. –Serán funciones del Secretario autorizar las actas de las sesiones que celebre "La Junta", librar certificaciones de las mismas cuando los miembros de "La Junta" lo estimen conveniente; tramitar la correspondencia, preparar las agendas de sesiones y hacer las citaciones de acuerdo con el Presidente; y ejercer las demás atribuciones que le encomiende "La Junta".
Artículo 14. –El Tesorero es el funcionario responsable del manejo de los fondos del Teatro Nacional Rubén Darío, debiendo firmar con el Presidente o a falta temporal de éste el Vicepresidente, todo desembolso que se haga. También es responsable de mantener actualizado el estado contable de los mismo, a fin de proporcionar cualquier informe inmediato que le solicite "La Junta" o el Tribunal de Cuentas. El Tesorero mensualmente deberá presentar a "La Junta" el informe financiero correspondiente al mes anterior, dando las explicaciones que se le pidieren.
Artículo 15. –Además se las funciones enunciadas, el Tesorero actuará como Coordinador Ejecutivo en relación con asuntos administrativos del Teatro Nacional Rubén Darío, de acuerdo con las decisiones de "La Junta".
Artículo 16. –El presente Decreto surte sus efectos desde el día de su publicación en "La Gaceta", Diario Oficial.

Dado en Casa Presidencial. Managua, Distrito Nacional, a los trece días del mes de marzo de mil novecientos setenta. A. SOMOZA, Presidente de la República, El Ministro de Educación Pública, J. Antonio Mora Rostrán.

Es un patrimonio emblemático de la vieja Managua que sobrevivió al terremoto del 23 de diciembre de 1972 (de 6.2 grados en la escala de Richter) por su sistema antisísmico japonés de rodos, gatos hidráulicos y amortiguadores de plástico en forma de acordeón. De acuerdo a un estudio realizado por la Universidad de Standford a cargo del Dr. Haresh Shah, el teatro tuvo menos de un 2% de daños durante el terremoto demostrando la excelencia de los criterios estructurales que lo protegieron del gran sismo. Únicamente se le desprendieron algunas placas de mármol y se quebraron los vidrios de los 3 ventanales del Salón de los Cristales como lo evidencia los testimonios de sus trabajadores más antiguos y su archivo.

## Cambio de nombre
Con la Revolución Sandinista de 1979, se le cambió el nombre por el de Teatro Popular Rubén Darío, oficializado en 1980 por un Decreto de la Junta de Gobierno de Reconstrucción Nacional:

TEATRO POPULAR "RUBÉN DARÍO". DENOMINACIÓN

Decreto N.º 434 del 7 de junio de 1980.
Publicado en La Gaceta N.º 131 del 11 de junio de 1980
LA JUNTA DE GOBIERNO DE RECONSTRUCCIÓN NACIONAL DE LA REPÚBLICA DE NICARAGUA
Considerando:

I
Que durante la dictadura somocista el llamado Teatro Nacional "Rubén Darío", construido con dinero del pueblo, había sido usurpado por una élite privilegiada.

II
Que la Revolución Popular Sandinista ha recuperado para uso y disfrute del pueblo lo que legítimamente le pertenece.

III
Que a raíz del triunfo de nuestra Revolución Popular Sandinista, a instancias del pueblo nicaragüense, el nombre del Teatro Nacional "Rubén Darío" le fue cambiado por el de Teatro Popular "Rubén Darío", por lo que es necesario formalizar esta denominación.

en uso de sus facultades,

Decreta:

Artículo 1. –Para todos los efectos se denomina Teatro Popular "Rubén Darío", el Teatro anteriormente llamado Teatro Nacional "Rubén Darío".
Artículo 2. –Todos los derechos y obligaciones constituidas a nombre del Teatro Nacional "Rubén Darío" se entienden transferidas al Teatro Popular "Rubén Darío".
Artículo 3. –Se adscribe el Teatro Popular "Rubén Darío" al Ministerio de Cultura, quien queda facultado para emitir todas las disposiciones, acuerdos y reglamentos necesarios para la correcta administración del Teatro y el buen desarrollo de sus actividades.
Artículo 4. –Se deroga la Ley Creadora de la Junta Directiva del Teatro Nacional "Rubén Darío", emitida por Decreto Ejecutivo N.º 4 del Ministerio de Educación Pública del trece de marzo de mil novecientos setenta y publicado en "La Gaceta", Diario Oficial, N.º 73 del 6 de abril de 1970, así como cualquiera otras disposiciones legales en lo que se oponga al presente decreto.
Artículo 5. –El presente Decreto entrará en vigencia desde la fecha de su publicación en "La Gaceta", Diario Oficial.
Dado en la ciudad de Managua, a los siete días del mes de junio de mil novecientos ochenta. "Año de la Alfabetización".

Junta de Gobierno de Reconstrucción Nacional. Sergio Ramírez Mercado. Moisés Hassan Morales. Daniel Ortega Saavedra. Arturo J. Cruz. Rafael Córdova Rivas.

Pero dicho Decreto fue derogado en 1992 por otro Decreto Ejecutivo, siendo presidenta de la nación doña Violeta Barrios de Chamorro, devolviéndole su nombre original:

CREACIÓN DE LA JUNTA DIRECTIVA DEL TEATRO NACIONAL RUBÉN DARÍO

Decreto N.º 13-92 del 28 de febrero de 1992
Publicado en La Gaceta N.º 40 del 28 de febrero de 1992
El Presidente de la República de Nicaragua, en uso de sus facultades, 
Decreta:
I
DE SU OBJETO Y FINALIDAD
Artículo 1. –Créase un organismo administrativo adscrito al Instituto Nicaragüense de Cultura que se denominará "Junta Directiva del Teatro Nacional Rubén Darío", que en lo sucesivo de este Decreto por brevedad se designará simplemente "la Junta Directiva". Tendrá por objeto y finalidad la administración, dirección, promoción, programación, desarrollo y conservación del Teatro Nacional "Rubén Darío", para beneficio de la cultura nacional.

Artículo 2. –El Teatro Nacional estará destinado fundamentalmente para la presentación, cultivo y apreciación del arte, y el desarrollo y popularización de la cultura en general.
II
DE LA JUNTA DIRECTIVA
Artículo 3. –La Junta Directiva estará integrada de la siguiente manera:
a) El Director del Instituto Nicaragüense de Cultura, quien la presidirá;
b) Un Delegado del Ministerio de Educación;
c) Un Delegado del Instituto Nicaragüense de Turismo;
d) Un Delegado del Banco Central de Nicaragua;
e) Un Representante del sector artístico, cultural o intelectual del país;
f) Un Representante del sector Empresarial del país;
g) Un Delegado de la Presidencia de la República.
Los miembros de la Junta Directiva a que se refieren los acápites e), f) y g) serán designados por el Presidente de la República.
Artículo 4. –Una vez conocidos los nombres de las personas que integrarán la Junta Directiva, el Presidente de la misma nombrará de entre ellos un Vice-Presidente, un Secretario, un Tesorero y un Vocal, quienes permanecerán en sus cargos indefinidamente hasta tanto el Presidente de la Junta Directiva no disponga otra cosa.
Artículo 5. –Son atribuciones principales de la Junta Directiva, las siguientes:
a) Organizar la administración del Teatro Nacional, así como crear las oficinas y dependencias necesarias para su buen funcionamiento;
b) Dirigir, promover, desarrollar y conservar el Teatro Nacional, tanto en su aspecto físico como institucional;
c) Aprobar la presentación de espectáculos en el Teatro Nacional, así como la utilización de las distintas áreas o salones del mismo, a sugerencia del Director del Teatro Nacional, todo de acuerdo a los Reglamentos que se emitan;
d) Elaborar el presupuesto anual del Teatro Nacional;
e) Gestionar la obtención de aportes o donaciones para el Teatro Nacional, así como aceptarlos;
f) Conocer los informes de los miembros de la Junta Directiva y del Director (a) del Teatro Nacional;
g) Dictar reglamentos de funcionamiento y uso del Teatro Nacional;
h) Presentar al Instituto Nicaragüense de Cultura el Informe Anual de su gestión;
i) Las demás que le confiera el presente Decreto y su reglamento.
Artículo 6. –Para que haya quórum en las sesiones de la Junta Directiva se requiere la presencia de por lo menos cuatro de sus miembros; y el voto favorable de la mayoría de los presentes para la validez de sus resoluciones. En caso de empate decidirá el Presidente.
III
DEL PRESIDENTE
Artículo 7. –El Presidente de la Junta Directiva tendrá la representación legal de la Junta Directiva y del Teatro Nacional, con las facultades propias de un Apoderado General de Administración.

Artículo 8. –Además de las facultades generales de administración consignadas en el artículo anterior, el Presidente de la Junta Directiva tendrá las siguientes funciones:
a) Convocar y presidir las sesiones ordinarias y extraordinarias de la Junta Directiva;
b) Firmar en unión del Secretario las actas de las sesiones que él presida, una vez aprobadas por la Junta Directiva;
c) Organizar, dirigir y disponer todo lo relativo a cuestiones administrativas de acuerdo a las decisiones adoptadas por la Junta Directiva, y trasmitir las respectivas instrucciones al Director del Teatro Nacional;
d) Adoptar las medidas que sean necesarias para el control y manejo de fondos, y firmar los documentos relacionados a la disposición de los mismos con la contrafirma del Tesorero;
e) Ejecutar y llevar a cabo todos los actos y negociaciones que fueren decididos y aprobados por la Junta Directiva.

Artículo 9. –Cuando la Junta Directiva no pudiere sesionar por fuerza mayor, habiendo sido sus miembros debidamente convocados, el Presidente queda facultado a tomar las medidas o disposiciones de emergencia que sean necesarias, e informar a la Junta Directiva en la siguiente sesión.
IV
DEL VICE PRESIDENTE
Artículo 10. –Serán funciones del Vice-Presidente: sustituir al Presidente en ausencias temporales; firmar en unión del Secretario las actas de las sesiones que él presida, una vez aprobadas por la Junta Directiva; las otras funciones que la Junta Directiva le confíe.
V
DEL SECRETARIO
Artículo 11. –Serán funciones del Secretario: Custodiar los libros de actas y demás documentos propios de la Junta Directiva; elaborar y firmar junto con el Presidente, una vez aprobadas, las actas de las sesiones que celebre la Junta Directiva; librar certificaciones de las mismas; tramitar y atender la correspondencia; elaborar las agendas de sesiones; hacer las citaciones o convocatorias de acuerdo con el Presidente; y ejercer las demás funciones que le encomiende el Presidente de la Junta Directiva.
VI
DEL TESORERO
Artículo 12. –El Tesorero es el responsable del manejo de los fondos del Teatro Nacional, debiendo firmar con el Presidente, o a falta temporal de éste con el Vice-Presidente, los desembolsos que se hagan. También es responsable de mantener actualizado el estado contable de los mismos, a fin de proporcionar cualquier informe inmediato que le solicite la Junta Directiva o la Contraloría General de la República en su caso. El Tesorero deberá presentar periódicamente a la Junta Directiva los informes financieros, dando las explicaciones que se le pidieren.
VII
DEL VOCAL
Artículo 13. –La función principal del Vocal consistirá en suplir las funciones del Secretario y del Tesorero en las ausencias temporales o incapacidad de éstos, bastando para ello que así lo consigne por escrito el Presidente de la Junta Directiva, indicando a cual de los Vocales le corresponden ejerser la suplecia, lo cual servirá de suficiente documento acreditante.
VIII.
DE LA DIRECCIÓN ADMINISTRATIVA
Artículo 14. –Como órgano responsable directo de la administración del Teatro Nacional funcionará una Dirección Administrativa, a cargo de un Director (a) nombrado por la Junta Directiva. El Director (a) del Teatro Nacional tendrá las siguientes funciones principales:
a) Ser responsable de la administración y mantenimiento del Teatro Nacional, de acuerdo a las instrucciones que al respecto reciba de la Junta Directiva;
b) Acatar y hacer cumplir todas las disposiciones de la Junta Directiva;
c) Estar presente o hacerse representar en todos los actos, funciones y ensayos generales que se efectúen en el Teatro Nacional;
d) Rendir cuentas a la Junta Directiva sobre los fondos provenientes de los espectáculos, acompañando los documentos pertinentes;
e) Rendir periódicamente a la Junta Directiva o cuando ésta lo pida, un informe sobre las actividades relacionadas con su cargo;
f) Establecer y mantener contactos y relaciones dentro y fuera del país con otros teatros, compañías y organizaciones afines, con el propósito de fomentar el intercambio cultural y la presentación de espectáculos de calidad en el Teatro;
g) Someter a la aprobación previa de la Junta Directiva cualquier programación, espectáculo o evento que se pretenda presentar en el Teatro Nacional, así como cualquier uso que se pretenda dar a las salas o salones del mismo, excepto cuando lo solicite la Presidencia de la República, en cuyo caso el Director (a) deberá autorizarlo de inmediato;
h) Seleccionar y contratar al personal del Teatro Nacional, y suscribir los respectivos contratos de trabajo;
i) Contratar servicios de auditoría externa, previa autorización de la Junta Directiva;
j) Contratar suministro de bienes y servicios necesarios para el cumplimiento de sus fines;
k) Las demás que este Decreto, el Reglamento o a la Junta Directiva le encomienden.
IX
DEL PATRIMONIO
Artículo 15. –Para llevar a cabo su cometido la Junta Directiva contará con los siguientes recursos patrimoniales:
a) Inmuebles, edificios, instalaciones, equipos, mobiliario y demás bienes propios del Teatro Nacional;
b) Los recursos que le asigne el Gobierno de la República;
c) Las asignaciones, donaciones o cualquier otro tipo de ayuda que le otorguen otras instituciones del Estado, organismos nacionales o internacionales, o particulares;
d) Los ingresos que perciba con motivo u ocasión de las actividades que se desarrollen en el Teatro Nacional.
Artículo 16. –Siendo el Teatro Nacional Rubén Darío una entidad del Estado sin ánimo de lucro, que tiene como atribución fundamental la promoción y desarrollo de la cultura, su equipamiento, mantenimiento, administración, actividades e ingresos gozarán de exención total del pago de impuestos fiscales y municipales o de gravámenes de cualquier tipo.
X
DISPOCIONES FINALES
Artículo 17. –Se deroga el Decreto Ejecutivo N.º 434 del 7 de junio de 1980 publicado en la Gaceta N.º 131 del día 11 de junio de 1980.
Artículo 18. –El presente Decreto entrará en vigencia a partir de su publicación en La Gaceta, Diario Oficial.

Dado en la ciudad de Managua, Casa de la Presidencia, a los veintiocho días del mes de Febrero de mil novecientos noventa y dos.- VIOLETA BARRIOS DE CHAMORRO.- PRESIDENTE DE LA REPÚBLICA DE NICARAGUA

## Descripción
El edificio está ubicado en terrenos nacionales a orillas del Lago Xolotlán como el primer elemento de un conjunto de imágenes que en el proceso de reconstrucción constituirán el centro ejecutivo y cultural de la Capital.
Su diseño corresponde a la necesidad de hacer un verdadero teatro con la perfección técnica posible, habiéndose logrado una planta física cuya sobriedad exterior es la afirmación precisa de su riqueza visual y técnica interior. Tiene en el lado sur de su azotea una forma de cajón correspondiente a los telones del escenario; hay cuatro pasillos abiertos por sus cuatro lados, flaqueados por 50 columnas de concreto, cubiertas de placas de mármol de Carrara italiano, las cuales sostienen la azotea. 
Efectivamente, la forma del auditorio (Sala Mayor), sus dimensiones ideales para que las personas estén en íntimo contacto con el escenario, su prestancia y en especial su volumen acústico de aproximadamente 340,000 pies cúbicos que se compara con la Ópera de Viena, Austria, (376,000) y la Scala de Milán, Italia, (397,000), así como los equipos de tramoya, de sonido y de iluminación, lo ponen entre los mejores de nuestro Continente.
La noticia de su Inauguración se transmitió por todo el mundo y el periódico New York Times lo calificó como EL MEJOR CENTRO PARA LAS PRESENTACIONES ESCÉNICAS EN LATINOAMÉRICA.
Música, drama, ópera y ballet pueden presentarse en el escenario flexible. Los grandes vestíbulos, los camerinos y las oficinas complementan su funcionamiento cuando es usado para reuniones cívicas y culturales incluyendo grandes convenciones internacionales. También cuenta con el Salón de los Cristales (llamado así por tener tres grandes lámparas de cristal), el cual tiene tres enormes ventanales de vidrios, el del centro es el más grande, allí están dos retratos de Rubén Darío y el General Augusto C. Sandino. Debajo de este Salón está el Lobby el cual tiene un busto de Darío, hecho en mármol por la escultora Edith Gron y donado en septiembre de 1972 por el Banco Central de Nicaragua, según la inscripción de la placa de su pedestal; debajo del Lobby y la Sala Mayor se ubica la Sala Experimental, que es pequeña.
En 38 años de oferta cultural, los diferentes espacios escénicos del Teatro Nacional Rubén Darío han sido testigos del éxito de las más grandes estrellas del espectáculo internacional.
Su profusa y variada programación sigue satisfaciendo las exigencias que la modernidad demanda, tanto desde el punto de vista artístico como de la capacidad técnica instalada.
"Para mí, el Teatro Nacional no es un edificio, sino la encarnación de una época de la Historia de Nicaragua de personas interesadas en el arte que nos propusimos hacer justicia a la memoria de Rubén Darío".
Arq. José Francisco Terán
Miembro del Instituto Pro Arte Rubén Darío.

## Principales acontecimientos y curiosidades
- Se inauguró la noche del 6 de diciembre de 1969 con la presentación del Ballet Folklórico de América, dirigido por la mexicana Amalia Hernández.[3]

- El 28 de marzo de 1971 en el escenario de la Sala Mayor, se firmó el pacto conocido, como Kupia – Kumi en idioma misquito, entre Somoza Debayle y el jefe del Partido Conservador Fernando Agüero Rocha, ante una gran multitud de asistentes, algunos de los cuales abuchearon a Agüero por traicionar al conservatismo y la oposición al somocismo. El diario La Prensa lo criticó con los titulares: Con el Pacto, acabó por fin la farsa; Kupia Kumi entre whisky, abrazos y risas y Grito contra Agüero fue: Traidor!<re>La Prensa del 29 de marzo de 1971, página 1</ref>

- En 1972 apareció la figura del Teatro, visto desde su lado sudoeste, con su nombre al pie, en el lado izquierdo del reverso de los billetes de la serie C de 500 córdobas (en el anverso estaba la efigie de Rubén Darío), los cuales eran de color azul. A partir de 1979 y 1980 las series E, F y G de dichos billetes fueron hechos de color verde olivo; los de la serie G de 1985 fueron resellados en 1987 con cien mil córdobas los cuales circularon hasta 1991. Con el cambio al Córdoba Oro, la figura del Teatro desapareció de los billetes hasta el 2003, año en que volvió a aparecer (por decisión del Banco Central de Nicaragua), esta vez en el reverso de la denominación de C$100. En su anverso está la efigie de Darío. Esto se debe a que la efigie del General José Dolores Estrada aparece en el anverso de los de 500 y en el reverso la Casa Hacienda San Jacinto, escenario de la batalla del mismo nombre, el 14 de septiembre de 1856, sobre los filibusteros del aventurero estadounidense William Walker.

- El 1 de diciembre de 1974, en el mismo escenario, Anastasio Somoza Debayle de nuevo toma posesión de la presidencia (en su segundo periodo de gobierno), bajo extremas medidas de seguridad debido a las actividades del FSLN. No asistió ningún obispo católico, pues la Iglesia católica dejó de apoyar a Tacho.[10]

- En 1994 fue acuñada una moneda conmemorativa de plata de 30 mm, de 1 córdoba, para conmemorar su 25 aniversario. En el anverso aparece la figura del Teatro con 2 máscaras que simbolizan la comedia y la tragedia y debajo los años 1969-1994. En el reverso la efigie de El Güegüense (protagonista de dicha comedia bailete), detrás de él aparece el mapa de Nicaragua.

- El 18 de diciembre de 1997 en el Salón de los Cristales, los presidentes de Nicaragua y México, Arnoldo Alemán y Ernesto Zedillo respectivamente, firmaron el Tratado de Libre Comercio entre ambos países, el cual entró en vigencia el 1 de julio de 1998.[11]La Prensa del 19 de diciembre de 1997, página 1</ref>

- En 1999, con motivo de su 30 aniversario, el teatro sacó una cinta VHS, de 30 minutos de duración, con grabaciones desde 1969 de la etapa final de su construcción, su inauguración, la firma del pacto Kupiakumi, exposiciones, presentaciones, actuaciones, etcétera. Con motivo de esta celebración se realizó un homenaje a doña Hope Portocarrero, ex primera dama y constructora de ésta edificación. El homenaje fue recibido de manos de su hija Carla Somoza Portocarrero.[12]

- Desde hace unos años se hace allí el evento de selección de Miss Nicaragua.

- En el Salón de los Cristales tradicionalmente se han presentado exposiciones de fotografía, pintura, escultura y mapas desde que se inauguró el teatro.

- El edificio fue diseñado inspirándose en el Lincoln Center de Nueva York, Estados Unidos.

- La acústica del Teatro Nacional Rubén Darío es la mejor de América Latina.

- El 7 de junio de 2017 se estrena mundialmente la Ópera nicaragüense El Lobo y el Santo del Maestro Mario Rocha en el Teatro Nacional Rubén Darío, la primera ópera de Nicaragua llevada a escena en la historia de ese país.

## Datos de la placa de la entrada
Datos importantes en la construcción del Teatro Nacional Rubén Darío
Fechas
–Abril de 1964 se inició la promoción
Enero de 1966 se terminó el diseño y en octubre de 1966 se inició la construcción
6 de diciembre de 1969 se inauguró
Empresas Constructoras
–Arquitectos Ingenieros S.A (AISA) –Diseños y Construcciones S.A. (DYCON)
Jefe de Proyecto y Diseñador
Arquitecto José Francisco Terán Callejas Arquitecto Eduardo Chamorro Coronel
Consultor General
Ben Schlanger
Acústica
Vilhelm Lassen Jordan
Escenario y Operación
Herbert Grohmann y Donald Swinney
Contratista
Cardenal Lacayo Fiallos
Equipos
Peter Albrecht Corporation
Supervisión
Construcciones Nacionales del Ministerio de Obras Públicas de Nicaragua (Director: Ing. Jorge Hayn, supervisor de campo: Ing Eddy Kühl), y Arquitecto José Francisco Terán Callejas.